# 琉球アンダーグラウンド
琉球アンダーグラウンド（Ryukyu Underground）は、キース・ゴードンとジョン・テイラーからなるエレクトロニック・ミュージック・デュオで、その音楽は沖縄の伝統的な民俗音楽に大きく基づいており、そこからインスピレーションを得ている。

## アーティスト・スタイル
このデュオによる音楽は、沖縄民謡と西洋のダンス・ミュージックやダブをブレンドしており、沖縄のネイティブ・シンガーや他のミュージシャンとコラボレーションすることがよくある。彼らの音楽は、DJのダンス・トラックと民謡のミックスのように聞こえることもあるが、完全ではないにせよ、ほとんどがオリジナルの新曲として作曲、演奏、録音された曲で構成されている。伝統的な歌詞、曲、コードから幅広く引き出される可能性があり、他のアーティストによる既存の録音から単純にミックスされることはなく、常にかなりのオリジナル要素が含まれている。このペアは、サンプリングによってボーカルやその他の要素を取り入れることから始まり、その後のアルバムやその他のリリースでは、沖縄のアーティストと直接的に協力して、スタジオでボーカルを録音し、また、その他の要素も生かされた。4枚のアルバムをリリースし、その音楽はブッダ・バーのコンピレーション・アルバムに収録され、テレビ番組、ドキュメンタリー、その他のさまざまなメディアで使用されている。
西洋人が沖縄音楽を流用していることについて疑問が投げかけられるかもしれないが、地元の人々による沖縄における琉球アンダーグラウンドへの反応は「恍惚」であったと言われている。2人は沖縄のダンス・クラブで最初に彼らの音楽をテストし、それを受けての反応は、伝統的なカチャーシーを踊る沖縄に住み続けてきた人々にも好評であった。2003年のインタビューで、テイラーは「沖縄音楽は沖縄文化の重要な一部であるという事実に私たちは敏感であり、それを軽視したり、安価な方法で商品化して利益を得たりしたくないことは確かです。そして、私たちはまだそういうことはやっていないと確信しています」。
テイラーは、琉球アンダーグラウンドが影響を受けたものとして、1970年代のウチナー・ポップ・ブームの主要バンドであるりんけんバンド、ネーネーズ、喜納昌吉&チャンプルーズを挙げている。それらのバンドがエレクトリックギターやその他の「現代」楽器を使用しながら、伝統的な民謡を複製しようとしたのと同じように、テイラーは、彼とゴードンがコンピューター機器を使って同様のことをする可能性を見出したと述べている。
琉球アンダーグラウンドのアルバムやシングルのほとんどは、リスペクトレコード（日本）からリリースされている。

## バックグラウンド
ゴードンはイングランドのニューカッスル・アポン・タインで育ち、デヴィッド・ボウイや初期のパンクのファンであった。1980年代初頭に主にシンセサイザーで音楽を演奏し始めたが、マンチェスターでDJやイベントを開催するようになるまでは、「彼の周りのモッズやメタルのファンたちとは同期していない」と言われていた。「ジャパンタイムズ」紙へのインタビューで、彼はこれを「マンチェスターで過ごすのには良い時期だった」と述べているが、1980年代後半までに、彼はそこでの攻撃的なシーンにうんざりしていた。
イギリスを離れ、ゴードンはデンマークでしばらく過ごした。そこで彼は自分の音楽のためのよりオープンで居心地の良い環境を見つけた。彼が手がけた曲の1つ、テレビ番組『ツイン・ピークス』のテーマのリミックスは、一時的にフィンランドのチャートで1位となった。
ゴードンは最終的にデンマークを離れ、4年間にわたってアジアとオーストララシアを旅した後、沖縄へと赴き、1998年に島民が直面する環境問題について博士課程の研究を行っていたアメリカ人、ジョン・テイラーと出会った。テイラーは以前、電子グループであるThe Subjectのメンバーを務めており、U-RoyやThe Ethiopiansを含むいくつかのレゲエ・グループでギターを弾いていた。ゴードンは、テイラーが琉球アンダーグラウンドをスタートし、真剣に受け止めようと動機づけた人物だと説明している。
ゴードンは現在も沖縄に住んでいるが、テイラーはロサンゼルスに住んでいて、地理学の教授として働いている。2人は、インターネットを介して音楽やその他のデータを交換することにより、引き続きコラボレーションしている。

## ディスコグラフィ

### アルバム
- 『琉球アンダーグラウンド』 - Ryukyu Underground (2002年)
- 『毛遊び』 - Mo Ashibi (2003年)
- 『RYUKYU REMIXED』 - Ryukyu Remixed (2004年) ※リミックス
- 『アン・イブニング・ウィズ 琉球アンダーグラウンド』 - An Evening with Ryukyu Underground (2005年) ※ミックス・コンピレーション
- 『シマデリカ』 - Shimadelica (2006年)
- 『ウムイ』 - Umui (2009年)

### マキシシングル
- 「花〜すべての人の心に花を〜」 - "Hana" (2003年)
- 「恋尽ぬ花」 - "Kuiji nu Hana" (2004年)
- 「琉球アンダーグラウンド Presents Okinawa Lounge」 - "Okinawa Lounge" (2004年)
- 「黄金の花」 - "Kogane no Hana" (2006年)
- 「Seragaki」 - "Seragaki" (2004年)

### 楽曲提供
- Buddha Bar VI
- Buddha Bar VII
- Buddha Bar XII
- Taipei Lounge 2
- Double Standard - Sunaga T Experience
- Peace Not war - Japan
- The Maze Vol. 2 - The Avantgarde Of Trance
- Zen Connection 3
- Baroque In Session 02
- Side-Tracked
- World Meditation - Spiritual Music For Modern Living
- A Tango for Guevara and Evita (宮沢和史)
- Bar: Tokyo